# Anticlea querulata
Anticlea querulata är en fjärilsart som beskrevs av Rudolf Püngeler 1904. Anticlea querulata ingår i släktet Anticlea och familjen mätare. Inga underarter finns listade i Catalogue of Life.